# Хаджалиа
Хаджалиа (груз. ხაჯალია) — село в Грузии, на территории Ланчхутского муниципалитета края (мхаре) Гурия.

## География
Село находится в западной части Грузии, на берегах рек Свиани и Ускубани, на расстоянии приблизительно 11 километров (по прямой) к западу от города Ланчхути, административного центра муниципалитета. Абсолютная высота — 21 метр над уровнем моря.

## Население
По результатам официальной переписи населения 2014 года, в Хаджалиb проживало 1018 человек (500 мужчин и 518 женщин). В национальной структуре населения грузины составляли 99,6 %, русские — 0,2 %, курды — 0,1 %.
| Год  | Население, человек |
| ---- | ------------------ |
| 2002 | 1121               |
| 2014 | ↘ 1018             |